# Lena Stolze
Lena Stolze (Berlino Est, 8 agosto 1956) è un'attrice tedesca naturalizzata austriaca.

## Biografia
Attrice che si divide tra cinema e televisione, ha partecipato a un'ottantina di produzioni a partire dalla fine degli anni settanta. Figlia del cantante lirico Gerhard Stolze, tra i suoi ruoli principali quello di Sophie Scholl nei film Fünf letzte Tage (1982) e Die weiße Rose (1982), quello di Sonja nel film La ragazza terribile (1990), quello di Justine Mahler-Rosé nel film Mahler auf der Couch (2010), quello della dottoressa Barbara Jacobi nei film TV del ciclo Kommissarin Heller. I ruoli nei primi tre film citati le hanno valso vari premi.

## Filmografia parziale

### Cinema
- Fünf letzte Tage (1982)
- Die weiße Rose (1982)
- Il pendolo (1983)
- Morgen in Alabama (1984)
- Maschenka (1987)
- La ragazza terribile (Das schreckliche Mädchen), regia di Michael Verhoeven (1990)
- Diebinnen (1996)
- Mein Herz - Niemandem! (1997)
- Väter (2002)
- Rosenstrasse (2003)
- Schussangst (2003)
- Northern Star (2003)
- Lapislazuli - Im Auge des Bären (2006)
- Am Ende kommen Touristen (2007)
- Zweier ohne (2008)
- Ein Teil von mir (2008)
- Vision - Aus dem Leben der Hildegard von Bingen (2009)
- Viaggio nella vertigine, regia di Marleen Gorris (2009)
- Nanga Parbat, regia di Joseph Vilsmaier (2010)
- Mahler auf der Couch, regia di Percy Adlon e Felix Adlon (2010)
- Tage die bleiben (2011)

### Televisione
- Die Ratten - film TV (1977)
- Das kalte Herz - miniserie TV (1978)
- L'ispettore Derrick - serie TV ep. 13x10, regia di Gero Erhardt (1986)
- L'ispettore Derrick - serie TV ep. 16x05, regia di Theodor Grädler (1986)
- Struppi & Wolf - film TV (1991)
- Wolff, un poliziotto a Berlino - serie TV, 2 episodi (1992)
- Wehner - Die unerzählte Geschichte - film TV (1993)
- Die Staatsanwältin - film TV (1994)
- Die Staatsanwältin - serie TV (1994)
- Il commissario Kress/Il commissario Herzog (Der Alte) - serie TV, 2 episodi (1994-2010)
- Ärzte - sereie TV, 1 episodio (1996)
- The Writing on the Wall - film TV (1996)
- Gefangene der Liebe - film TV (1997)
- Relative Strangers - miniserie TV (1999)
- Brennendes Schweigen - film TV (2000)
- Ein starkes Team - serie TV, 1 episodio (2001)
- Späte Rache - film TV (2001)
- Stubbe - Von Fall zu Fall - serie TV, 1 episodio (2001)
- 14º Distretto - serie TV, 1 episodio (2002)
- Der Elefant - Mord verjährt nie - film TV (2002)
- Tatort - serie TV, 7 episodi (2002-2013)
- Schloßhotel Orth - serie TV, 1 episodio (2003)
- Die Cleveren - serie TV, 1 episodio (2003)
- Der Pfundskerl - serie TV, 1 episodio (2003)
- Bloch - serie TV, 1 episodio (2004)
- Der Elefant: Mord verjährt nie - serie TV, 7 episodi (2004)
- Delphinsommer - film TV (2004)
- SOKO 5113 - serie TV, 2 episodi (2004-2012)
- In Sachen Kaminski - film TV (2005)
- Unter anderen Umständen - serie TV, 2 episodi (2006-2007)
- SOKO Wismar - serie TV, 2 episodi (2006-2012)
- Special Unit - serie TV, 1 episodio (2007)
- Doppelter Einsatz - serie TV, 1 episodio (2007)
- Freiwild - Ein Würzburg-Krimi - film TV (2008)
- Un caso per due - serie TV, 2 episodi (2008-2011)
- Squadra speciale Lipsia - serie TV, 1 episodio (2011)
- Squadra Speciale Colonia - serie TV, 1 episodio (2011)
- Squadra Speciale Stoccarda - serie TV, 1 episodio (2011)
- Der Mann auf dem Baum - film TV (2012)
- Danni Lowinski - serie TV, 1 episodio (2012)
- Die letzte Spur - serie TV, 1 episodio (2012)
- Herbstkind - film TV (2012)
- Die Kronzeugin - Mord in den Bergen - film TV (2013)
- Die Pastorin - film TV (2013)
- Il commissario Heller- Tod am Weiher - film TV (2014)
- Sternstunde ihres Lebens - film TV (2014)
- Let's Go! - film TV (2014)
- Il commissario Schumann (Der Kriminalist) - serie TV, 1 episodio (2014)
- Die Auserwählten, regia di Christoph Röhl – film TV (2014)
- Il commissario Heller - Der Beutegänger - film TV (2014)
- Il commissario Heller - Querschläger - film TV (2015)

## Riconoscimenti
- 1983: Deutscher Filmpreis d'oro come miglior attrice protagonista per Die weiße Rose e Fünf letzte Tage[2][4]
- 1984: Bayerischer Filmpreis come miglior attrice giovane per Il pendolo[4]
- 1983: Deutscher Filmpreisd'oro come miglior attrice protagonista La ragazza terribile[4]
- 1990: Hugo d'argento al Festival del Cinema di Chicago come miglior attrice per La ragazza terribile[4]
- 1990: Scarpa Chaplin al Festival del Cinema di Monaco per La ragazza terribile[4]
- 1993: Candidatura come miglior attrice al Premio TeleStar per Todesreigen[4]